# 福爾巴赫河 (陶伯河支流)
49°22′50.86″N 10°10′14.37″E / 49.3807944°N 10.1706583°E
福爾巴赫河是德國的河流，位於該國東南部，由巴伐利亞負責管轄，屬於陶伯河的左支流，河道全長6.6公里，流域面積11.1平方公里，流經羅滕堡附近。